# Ligne 25A (Infrabel)
Pour les articles homonymes, voir Ligne 25.
La Ligne 25A est une ancienne ligne de chemin de fer en Belgique, intégralement fermée et démontée. Elle faisait autrefois partie de la première version de la ligne 27, de Schaerbeek à Anvers-Sud via Hofstade et Muizen, achevée en 1908, qui devait doubler la ligne existante terminée en 1836.
Victime d'un trafic trop faible et déclinant par rapport à l'axe historique, électrifié et porté à 4 voies, elle a intégralement disparu ; sa portion sud étant réutilisée par le réseau routier.

## Histoire

### Genèse
À la fin des années 1890, la situation sur la ligne Bruxelles-Anvers menace de devenir ingérable, au fur et à mesure de l'expansion de la ville et de son port.
Un projet de ligne ferroviaire de Bruxelles à Anvers-Rive-Gauche via Londerzeel est porté par une société privée[Laquelle ?] mais des objections se manifestent quant au bien fondé de créer un pont mobile, obstacle à la navigation, sur l'Escaut.
La ville d'Anvers cherchant à s'étendre hors-les-murs en direction du sud et sur la rive opposée, l’État propose de modifier le projet en passant par Malines et en créant une nouvelle station proche du port et des forts de la Ceinture d'Anvers.
Les ingénieurs Édouard de Rudder et Clément Van Bogeaert mettent au point plusieurs projets pour le compte des Chemins de fer de l’État belge. Van Bogaert n'est pas partisan d'un tracé vers Anvers-Sud et préfère atteindre la ville par l'est, près de la ligne existante, prétextant de ce que le trafic voyageurs et marchandises serait trop faible et que la ligne principale resterait surchargée.

### Mise en service
Le projet final est un compromis, prévoyant une ligne de ceinture par la banlieue est de Bruxelles (la ligne 26, de Schaerbeek à Hal), une ligne dédoublant la ligne Bruxelles-Anvers entre Bruxelles et Weerde (actuelle ligne 27), contournant Malines par l'est (actuelle lignes 27B et 53A) et se détachant complètement du réseau existant à un point situé entre Malines-Nekkerspoel et Wavre-Sainte-Catherine pour atteindre Anvers-Sud en passant par l'ouest de Contich et Wilrijk.
La section d'Anvers-Sud à Wilrijk, embranchée sur la ligne des forts avait déjà été concédée en 1885 et voit le jour vers 1894, année où le reste de la ligne vers Malines et Bruxelles est adjugé par le gouvernement.
La ligne de Schaerbeek à Hal prendra sans cesse du retard et n'était toujours pas parcourable en 1914 sauf certaines sections bruxelloises ; elle sera ouverte entre 1926 et 1930. En revanche, celle de Wilrijk à Malines est terminée en 1907 et celle vers Muizen et Schaerbeek suit en 1908. À peu près au même moment, une boucle de connexion est créée entre Mortsel et Anvers-Berchem avec la ligne ex-Grand Central belge d'Anvers à Louvain et la frontière hollandaise.
La nouvelle ligne ne comprend que trois gares entre Malines-Nekkerspoel et Anvers-Sud : la gare de Waarloos, la halte de Kontich-Nieuwe Lei et celle de Wilrijk-Molenveld. L'éphemère halte de Kontich-Molenstraat s'ajoutera plus tard.

### Utilisation
Le trafic de la section Malines - Anvers-Sud, plus faible que les autres sections, est cependant important à ses débuts et comprend de nombreux trains de marchandises à destination du port d'Anvers, dont une série de docks se trouvaient alors au sud de la ville, ainsi que des trains-blocs et trains express venus de tout le pays en correspondance direct avec les paquebots partant d'Anvers.
La gare d'Anvers-Sud, dotée d'un bâtiment somptueux en 1903, accueille un trafic florissant malgré l'absence de connexion directe avec Anvers-Central et le nord-est du pays.
Au lendemain de l'Armistice de 1918, la nouvelle ligne de Schaerbeek à Anvers-Sud est complètement dévastée entre Weerde et Anvers-Sud alors que l'ancienne ligne est encore en bon état. L'occupant a sans doute démonté les rails pour les réutiliser ailleurs.
Durant l'entre-deux-guerres, le trafic décline et la SNCB ne voit plus d'utilité dans la section Wilrijk - Anvers-Sud qui fait double voire triple emploi avec les lignes existantes. Elle est fermée en 1930 et prestement démantelée ; de nouveaux quartiers prenant place sur l'assiette de la ligne. Les trains, de voyageurs et de marchandises, faisant désormais un détour par Hoboken via la ligne des forts et la ligne 52.

### Déclin
Les projets d'électrifier cette ligne directe et très bien construite ne portent pas leurs fruits ; c'est la ligne de Bruxelles à Anvers-Central qui est électrifiée en 1930 tandis que la section de Y Sint-Katelijne-Waver à Anvers-Berchem est à son tour portée à 4 voies. Les docks du port d'Anvers au sud de la ville perdent progressivement en importance au profit de vastes bassins au nord sur les deux rives de l'Escaut.
Dès lors, la ligne 25A perd l'essentiel de son trafic pour ces trois raisons. La desserte voyageurs des gares intermédiaires est suspendue en 1939 et ne reprend jamais.
Le trafic des marchandises, vers le port et les usines locales, se maintient mais, alors que les autres lignes Bruxelles-Malines-Anvers sont électrifiées, il faut recourir à la traction vapeur puis diesel sur la ligne 25A.
Dans les années 1960, la gare d'Anvers-Sud et une partie de son nœud ferroviaire sont démantelés pour permettre la construction du tunnel Kennedy sous l'Escaut, d'un échangeur autoroutier et d'une nouvelle ligne vers la rive gauche se connectant à Anvers-Berchem.

### Abandon

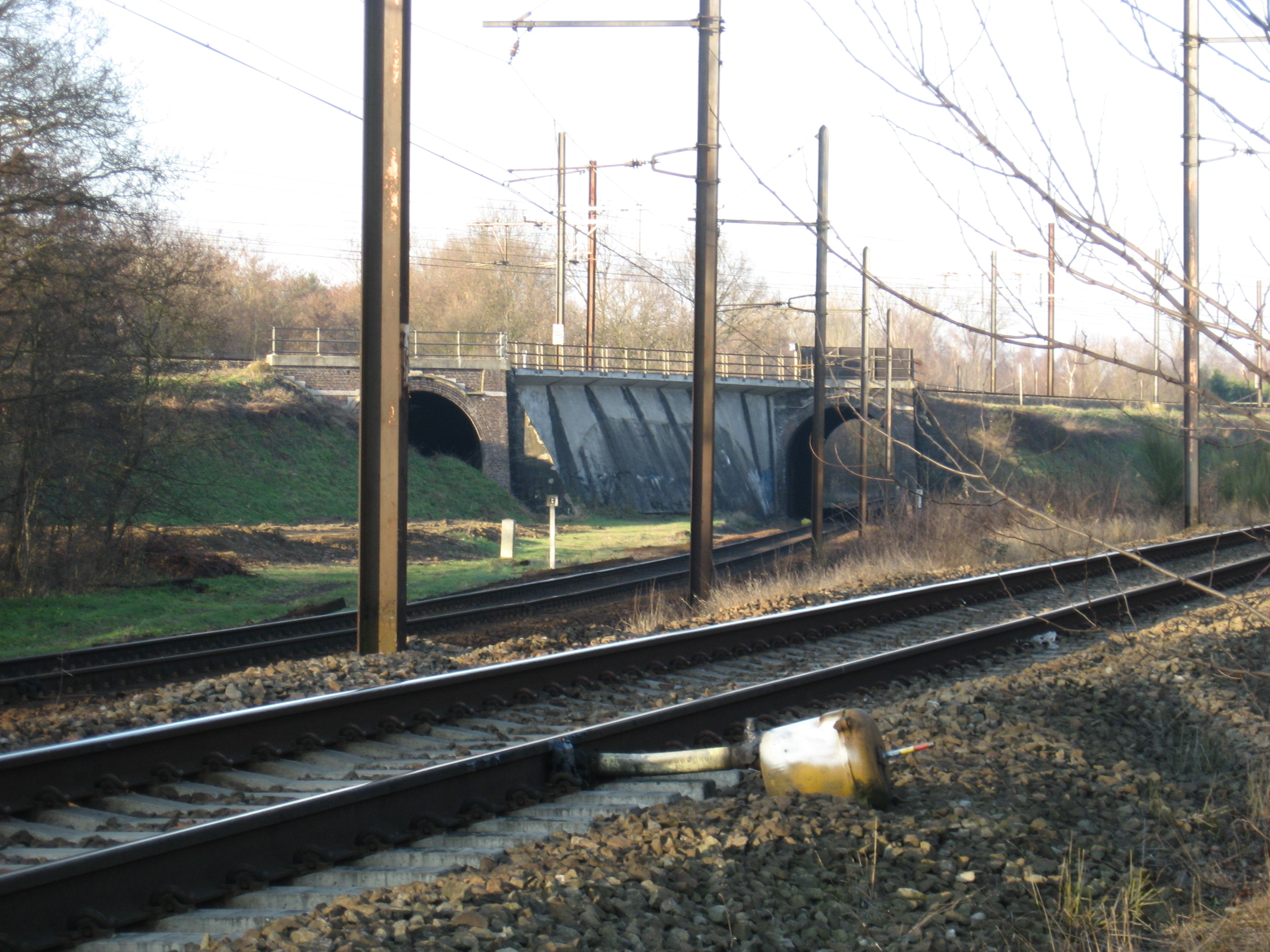
À gauche, le tunnel de la ligne 25A sous les lignes 25 et 27
qui sera enfoui sous terre dans les années 2010.

Finalement, en 1969, le dernier train de marchandises arpente les rails de la section Y Vrouwliet - Wilrijk. La ligne 25A et la ligne des forts sont très vite démantelées tandis que d'importantes autoroutes, réutilisant en partie leur tracé, voient le jour.
Ainsi disparaît une ligne très moderne, censée raccourcir le trajet entre Bruxelles et Anvers, qui n'aura connu qu'une fraction du trafic escompté et durant une vingtaine d'années.
À de très nombreux endroits, la ligne 25A est aujourd'hui méconnaissable car la plupart des talus ont été arasés, les tranchées comblées, les ponts démolis et des voiries aménagées dans la partie sud. Malgré cela, sa trace persiste assez bien sur les vues aériennes.
Toutefois, un sentier de promenade et une réserve naturelle ont été aménagés sur la partie nord.

## Tracé

### Vestiges
Tous les ponts routiers ont été détruits ou ensevelis, de même que ceux croisant les lignes 61 et 52/1 ainsi que le saut de mouton venant de la ligne 25.
Le tunnel en brique et béton à deux pertuis venant de la ligne 27B et passant sous la ligne 25 était encore visible dans les années 2010 mais a été comblé peu après. Un troisième pertuis est toujours utilisé par la voie gauche de la ligne 27B.
La gare de Waarloos a cédé la place à trois maisons qui réutilisent peut-être ses fondations.
Deux bâtiments de service de type "maisonnette de passage à niveau" existent toujours près de Y Vrouwliet et Kontich Molenstraat, reconverties en habitation.

Vestiges de la bifurcation avec les lignes 25, 27 et 27B en 2021
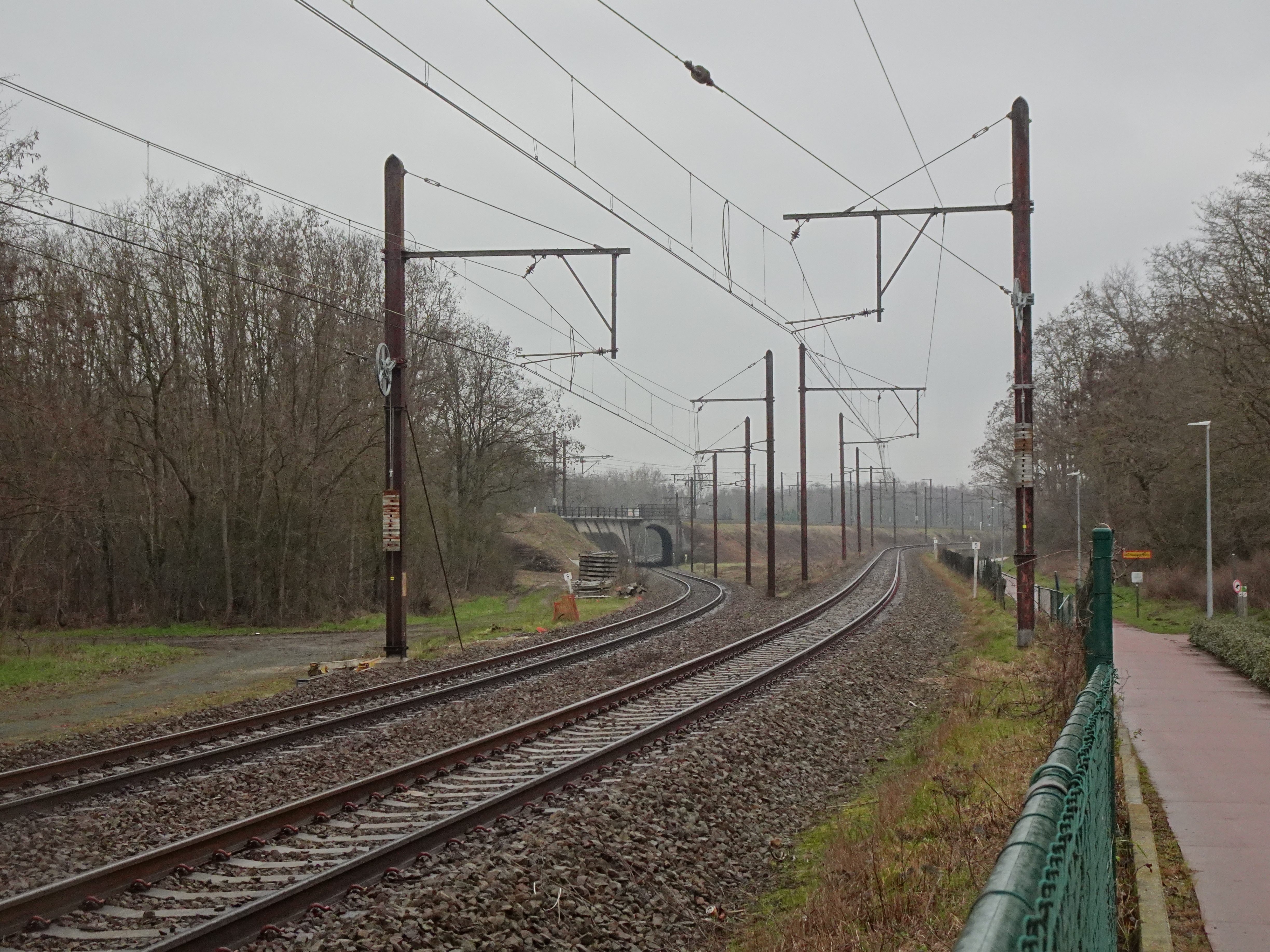
Y Vrouwliet. Amorce de la ligne entre Malines et Sint-Katelijne-Waver.
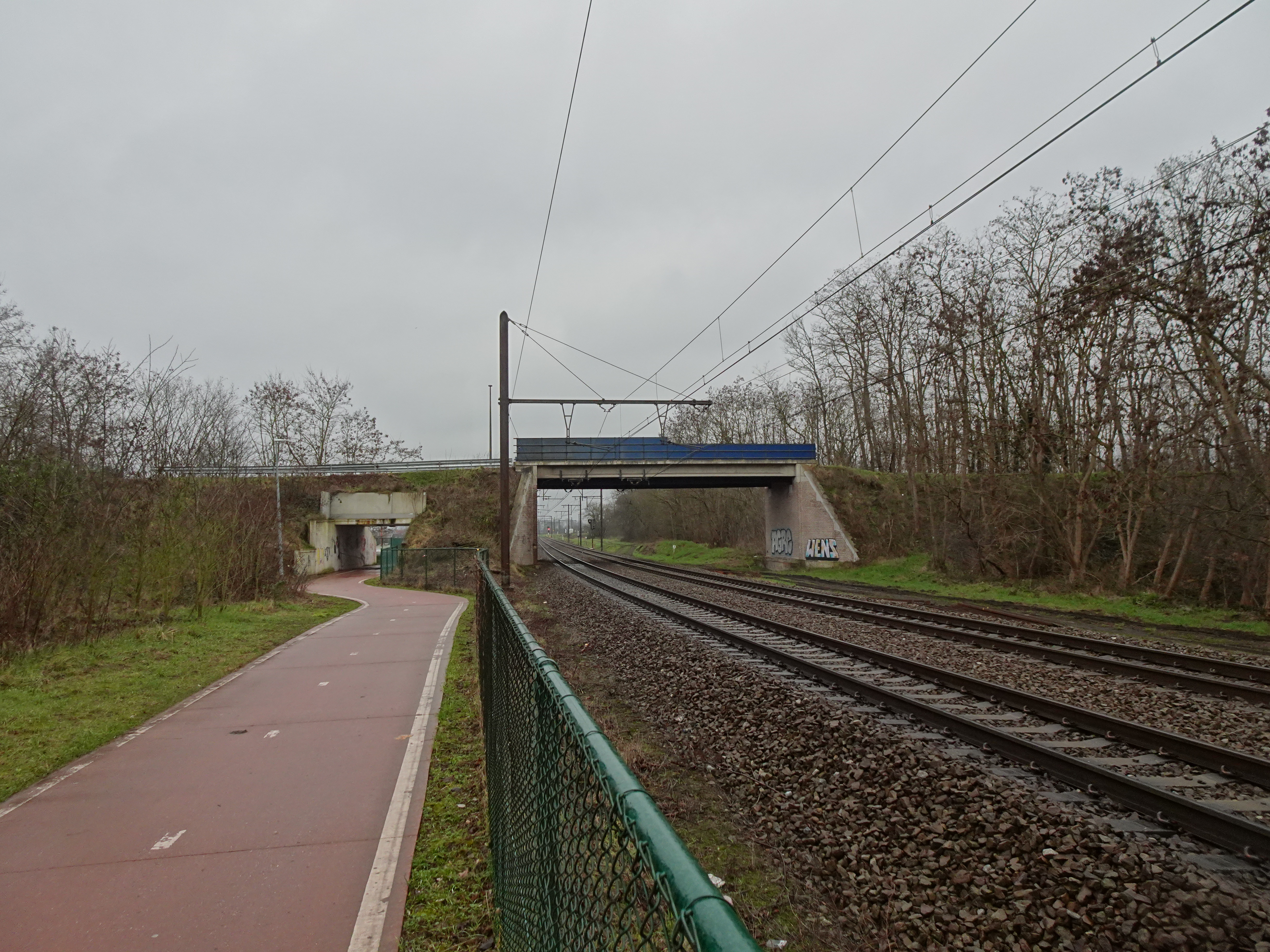
Ancienne section à quatre voies où deux voies de la ligne 25A (à droite) longeaient celles de la ligne 27B (encore présentes).
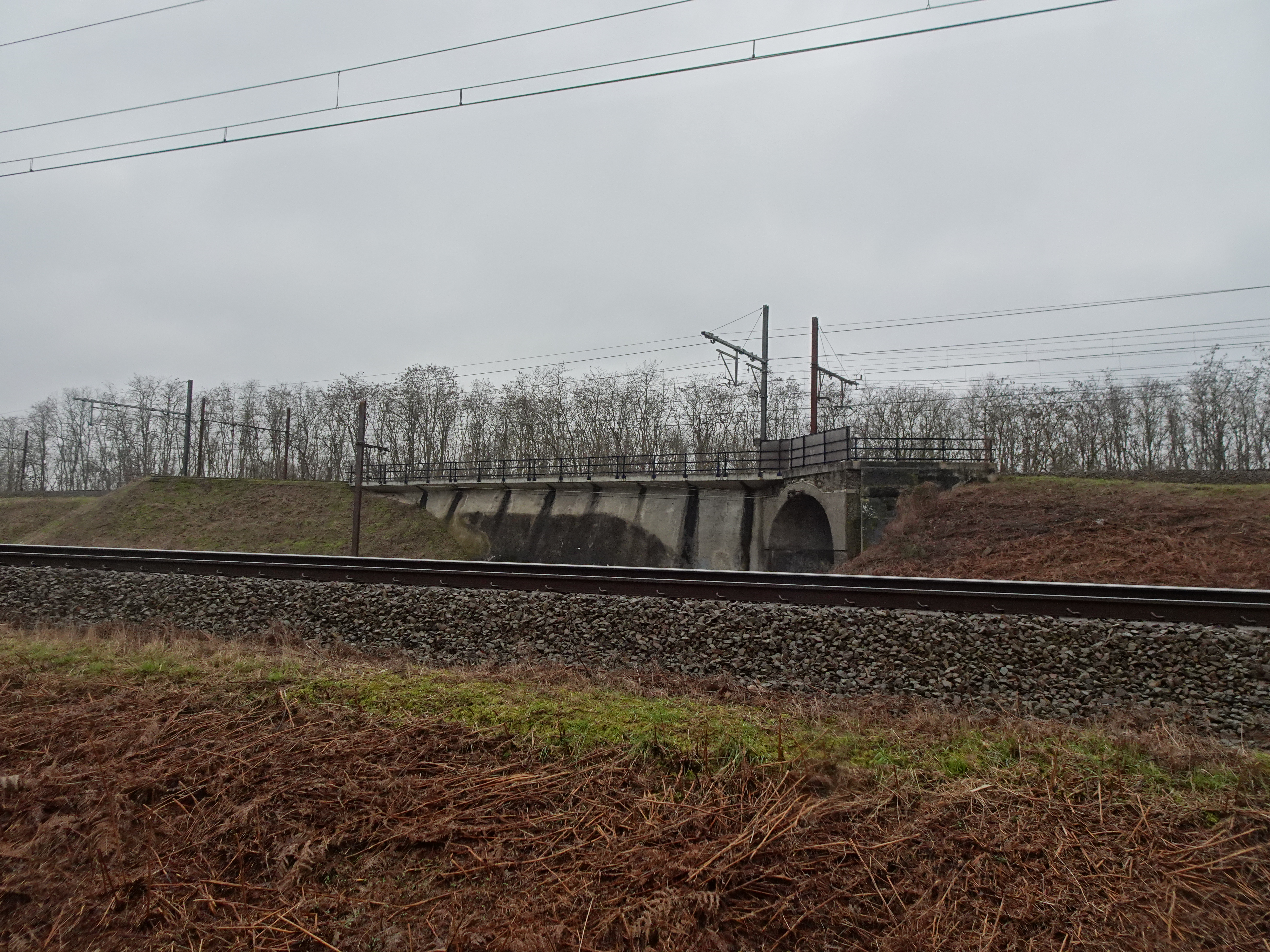
Le tunnel, comblé, sous la ligne 25 se trouvait à gauche de celui, toujours utilisé, de la ligne 27B.
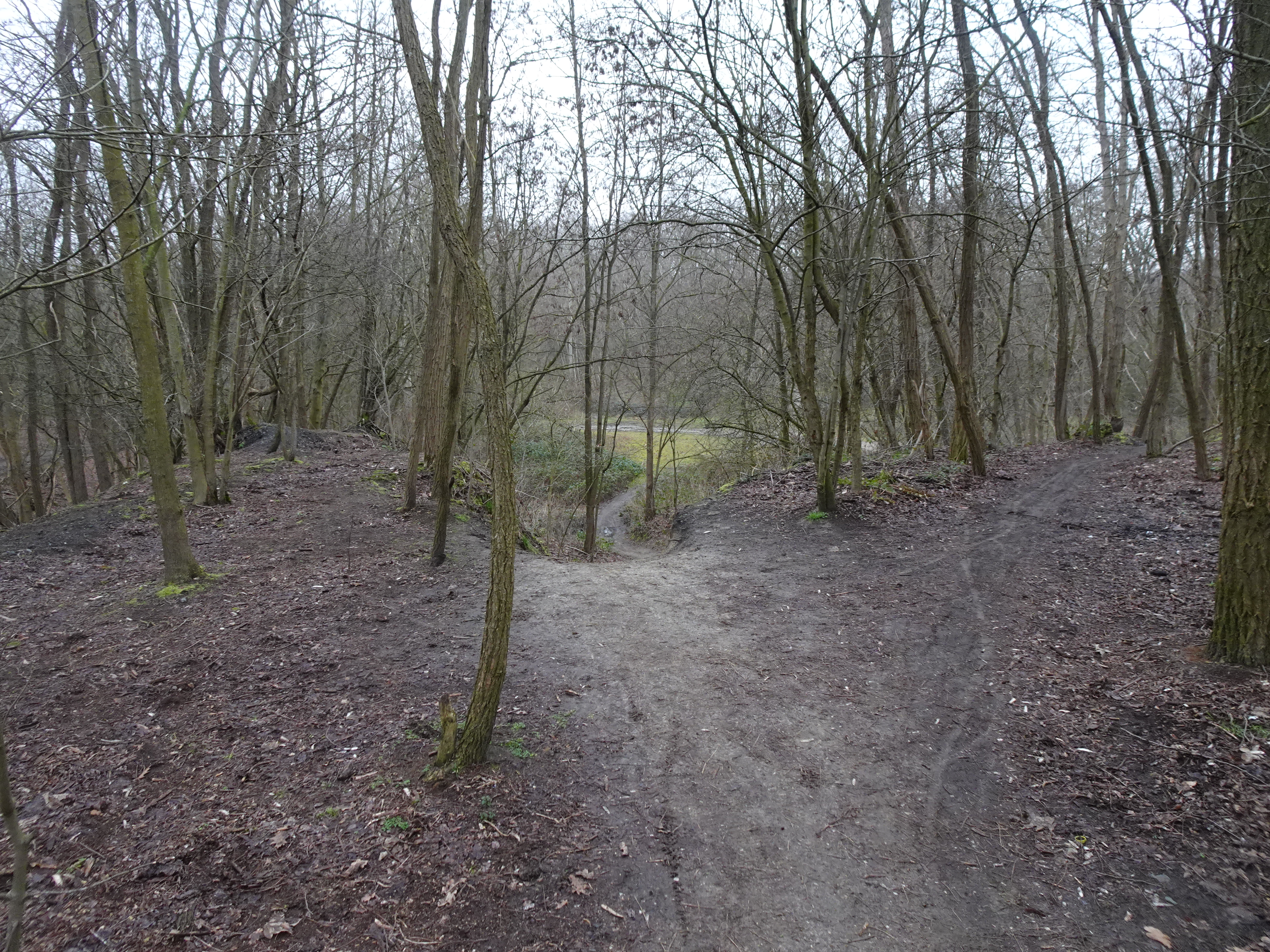
Ancien talus de la ligne 25A s'interrompant là où les deux voies rapides enjambaient les voies lentes.
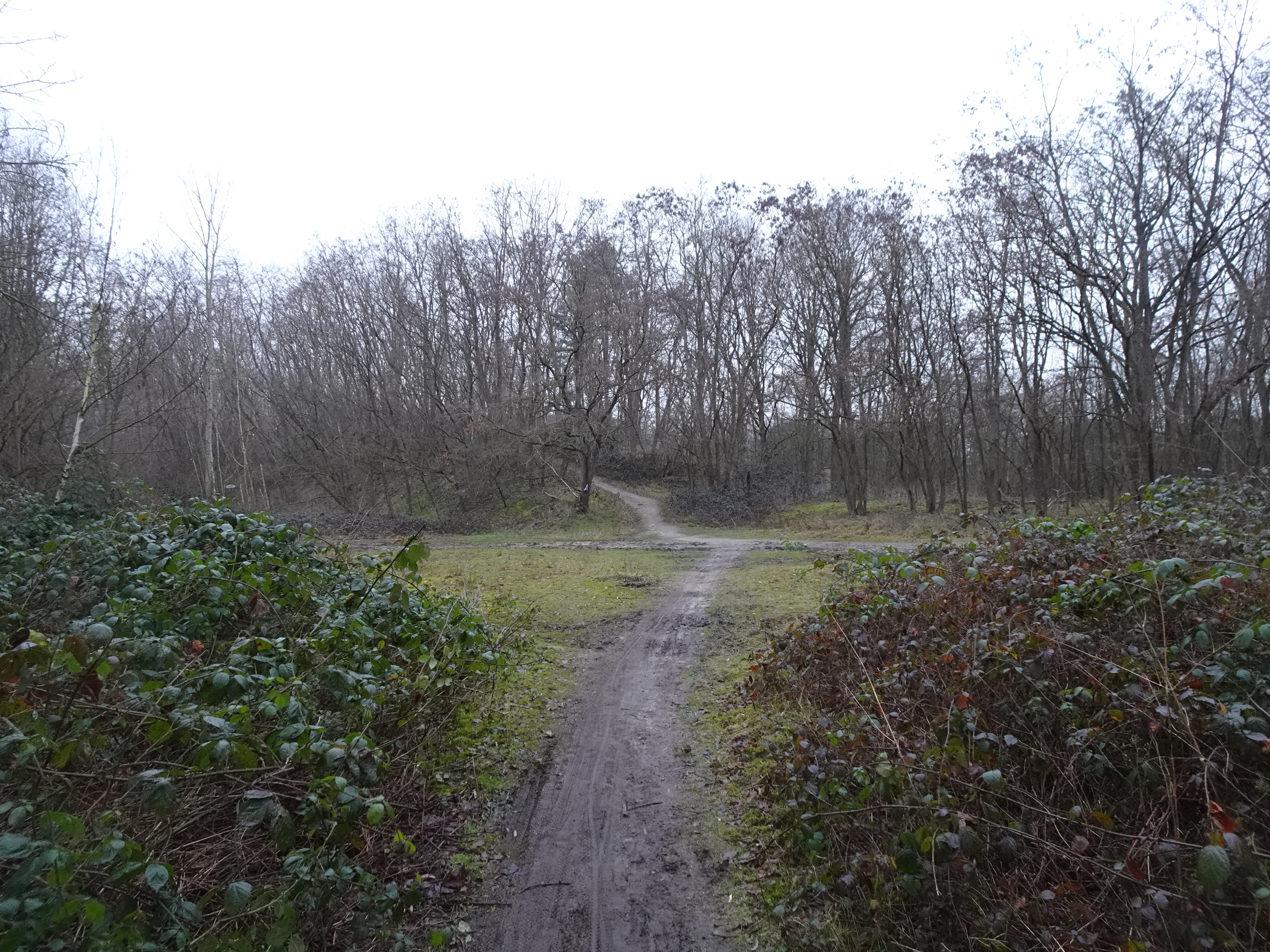
Plus rien ne subsiste du pont des voies de la ligne 25A venant de la ligne 25.